# Dido (eik)
Dido (Oekraïens: Дідо-дуб; Nederlands: Grootvadereik) is een monumentale zomereik (Quercus robur) gelegen in het centrum van het Oekraïense dorp Stoezjytsja en de omgeving van het Nationaal Park Oezjansky.
Dido behoort tot de oudste bomen van Oekraïne en heeft een leeftijd van meer dan 1.200 jaar. De boom stond er dus al toen het gebied nog tot het Kievse Rijk (882-1240) behoorde. De boom heeft een hoogte van ruim 30 meter en de omtrek van de stam is circa 9 meter. Aan het eind van de 18e eeuw kreeg Dido gezelschap van een kleine kerk.

## Galerij

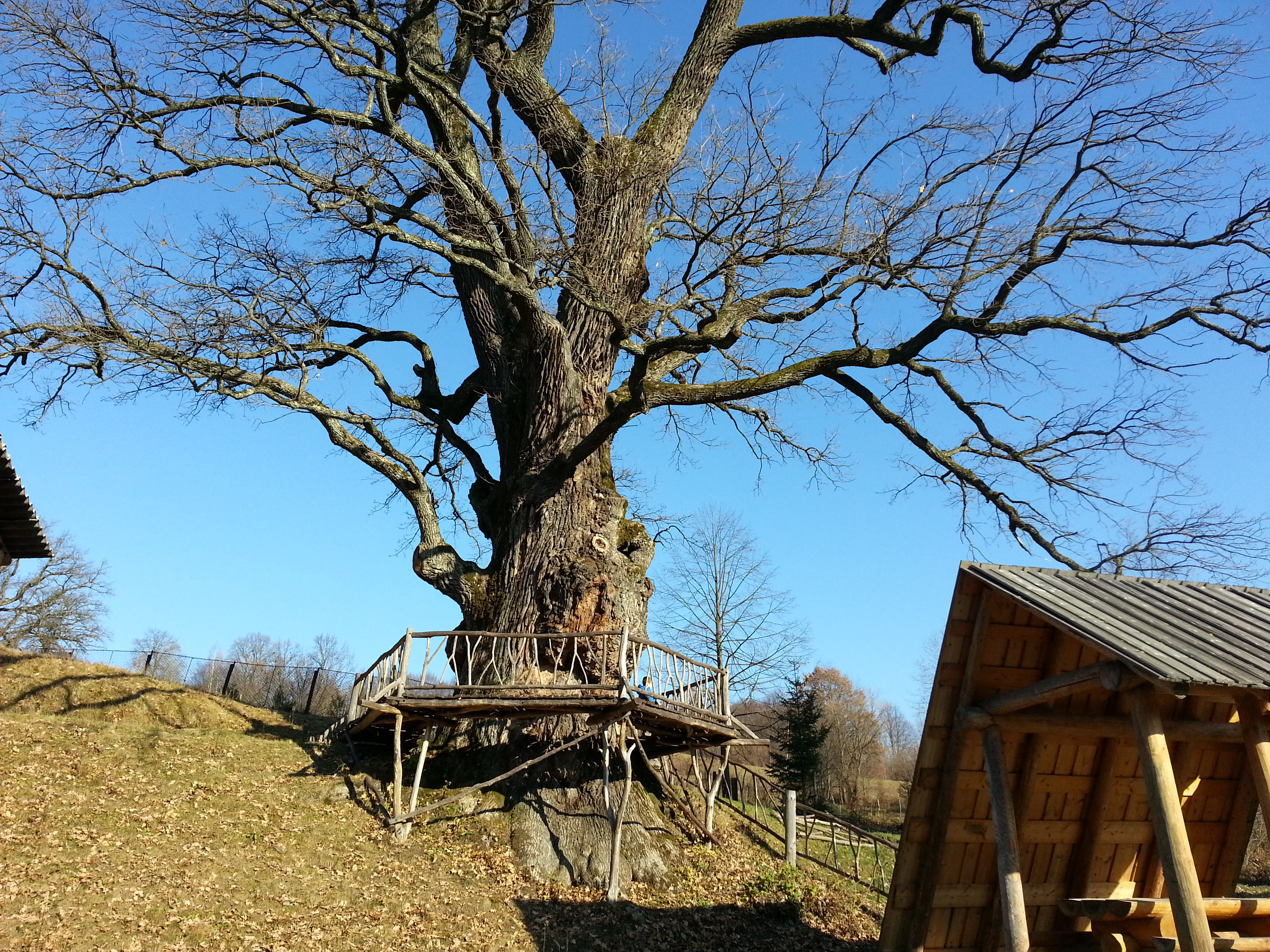
Dido in november 2012.
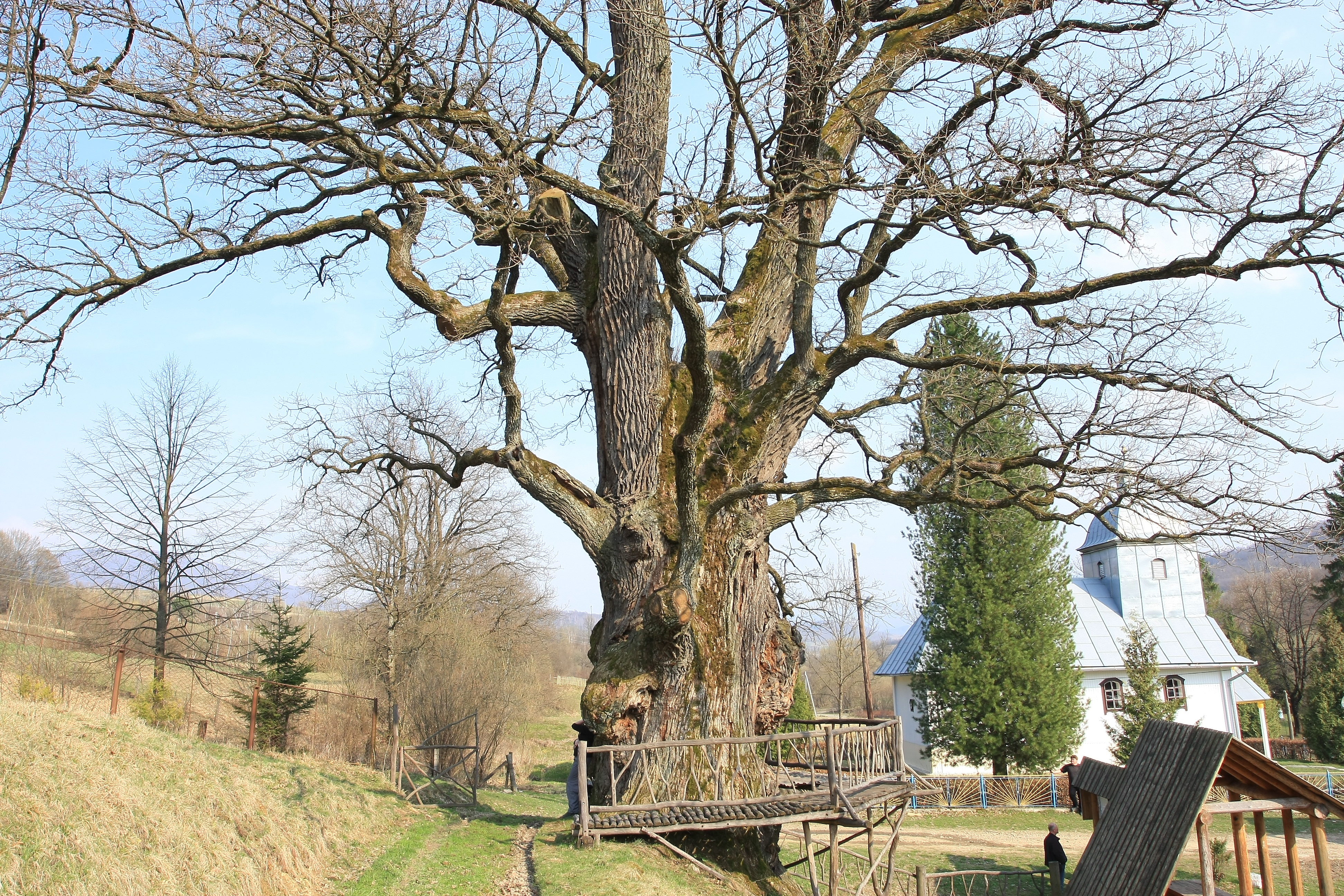
Dido in april 2013.
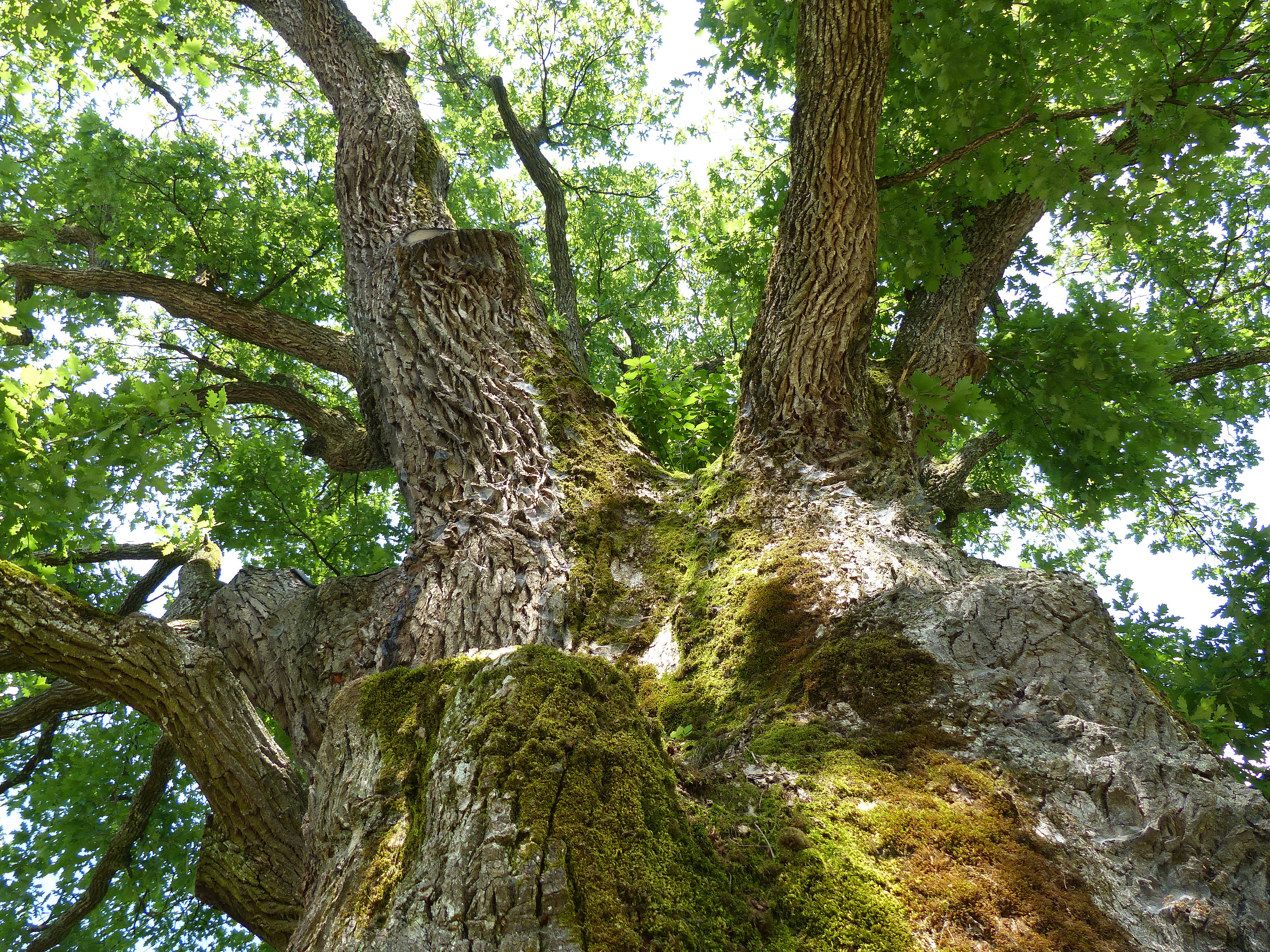
Dido in juli 2013.